# Koryta (Bezděkov)
Koryta jsou vesnice, část obce Bezděkov v okrese Klatovy v Plzeňském kraji. Nachází se asi 1,5 kilometru severozápadně od Bezděkova. Prochází zde silnice I/22. Je zde evidováno 68 adres. V roce 2011 zde trvale žilo 173 obyvatel.
Koryta leží v katastrálním území Koryta u Bezděkova o rozloze 4,17 km².

## Historie
První písemná zmínka o vesnici pochází z roku 1316.

## Obyvatelstvo
| Rok            | 1869 | 1880 | 1890 | 1900 | 1910 | 1921 | 1930 | 1950 | 1961 | 1970 | 1980 | 1991 | 2001 | 2011 | 2021 |
| -------------- | ---- | ---- | ---- | ---- | ---- | ---- | ---- | ---- | ---- | ---- | ---- | ---- | ---- | ---- | ---- |
| Počet obyvatel | 318  | 325  | 317  | 322  | 325  | 322  | 288  | 216  | 202  | 193  | 187  | 166  | 175  | 173  | 156  |
| Počet domů     | 50   | 51   | 50   | 50   | 51   | 54   | 55   | 53   | 51   | 49   | 52   | 59   | 61   | 64   | 57   |

## Obecní správa
Při sčítání lidu v letech 1850–1962 Koryta byla samostatnou obcí v okrese Klatovy. Od roku 1963 jsou částí obce Bezděkov v okrese Klatovy.

## Galerie

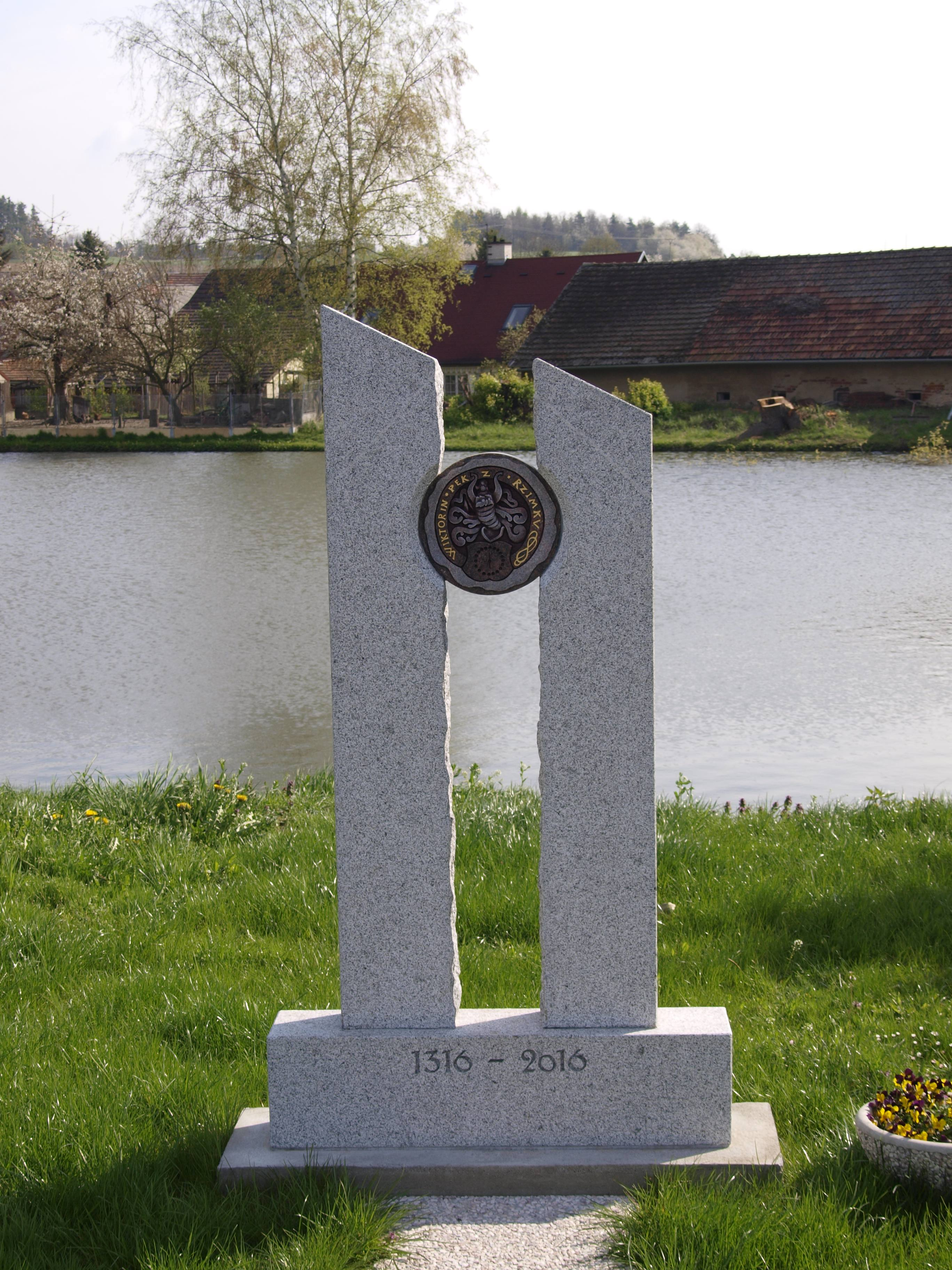
Pomník Viktorina Peka z Římku u rybníka
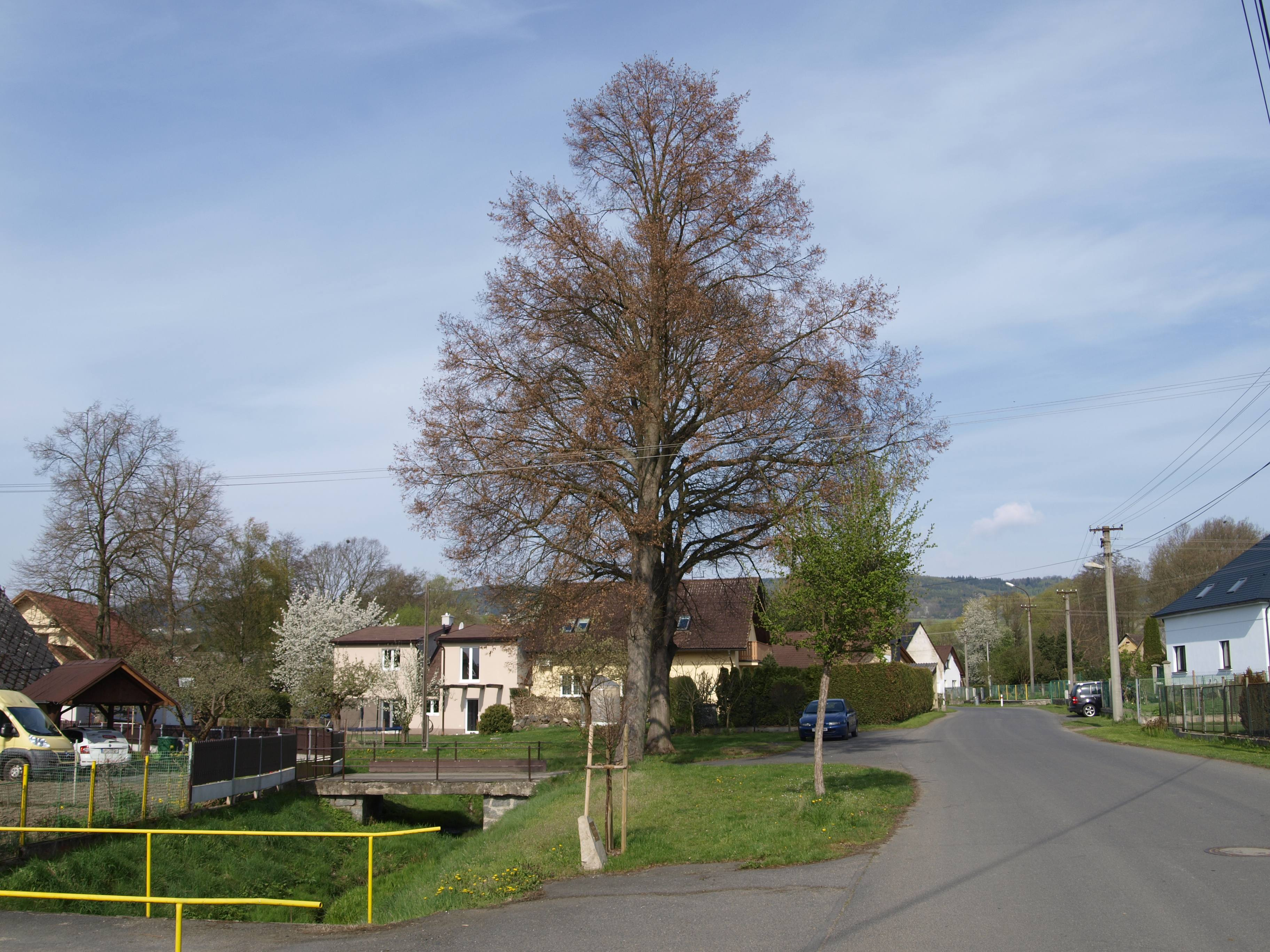
Pohled od střední části obce k severozápadu
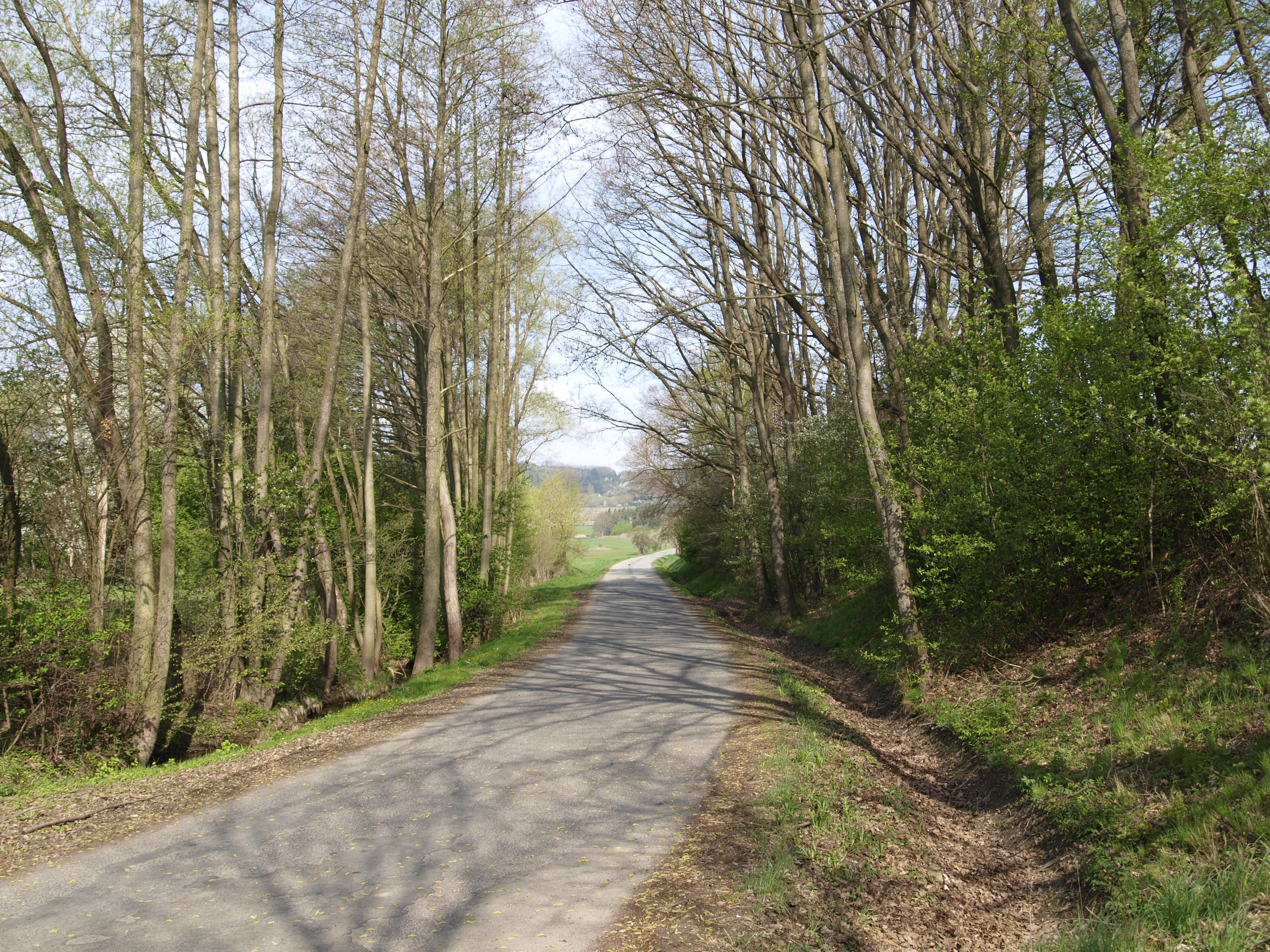
Silnice směrem na Tetětice